# Тайкондерога (Нью-Йорк)
Тікондероґа (англ. Ticonderoga) — місто (англ. town) в США, в окрузі Ессекс штату Нью-Йорк. Населення — 4789 осіб (2020).

## Демографія
Згідно з переписом 2010 року, у місті мешкали 5042 особи в 2097 домогосподарствах у складі 1317 родин. Було 2911 помешкання
Расовий склад населення:
| - 97,1 % — білих - 0,9 % — азіатів - 0,4 % — чорних або афроамериканців - 0,3 % — корінних американців |

До двох чи більше рас належало 1,1 %. Частка іспаномовних становила 1,0 % від усіх жителів.
За віковим діапазоном населення розподілялося таким чином: 21,9 % — особи молодші 18 років, 58,0 % — особи у віці 18—64 років, 20,1 % — особи у віці 65 років та старші. Медіана віку мешканця становила 44,8 року. На 100 осіб жіночої статі у місті припадало 97,9 чоловіків;  на 100 жінок у віці від 18 років та старших — 94,7 чоловіків також старших 18 років.
Середній дохід на одне домашнє господарство  становив 60 389 доларів США (медіана — 48 750), а середній дохід на одну сім'ю — 72 000 доларів (медіана — 69 913). Медіана доходів становила 48 227 доларів для чоловіків та 27 008 доларів для жінок. За межею бідності перебувало 11,6 % осіб, у тому числі 18,1 % дітей у віці до 18 років та 2,0 % осіб у віці 65 років та старших.
Цивільне працевлаштоване населення становило 2385 осіб. Основні галузі зайнятості: освіта, охорона здоров'я та соціальна допомога — 30,8 %, виробництво — 18,1 %, роздрібна торгівля — 11,0 %, мистецтво, розваги та відпочинок — 7,7 %.